# Arquipélago de Los Roques

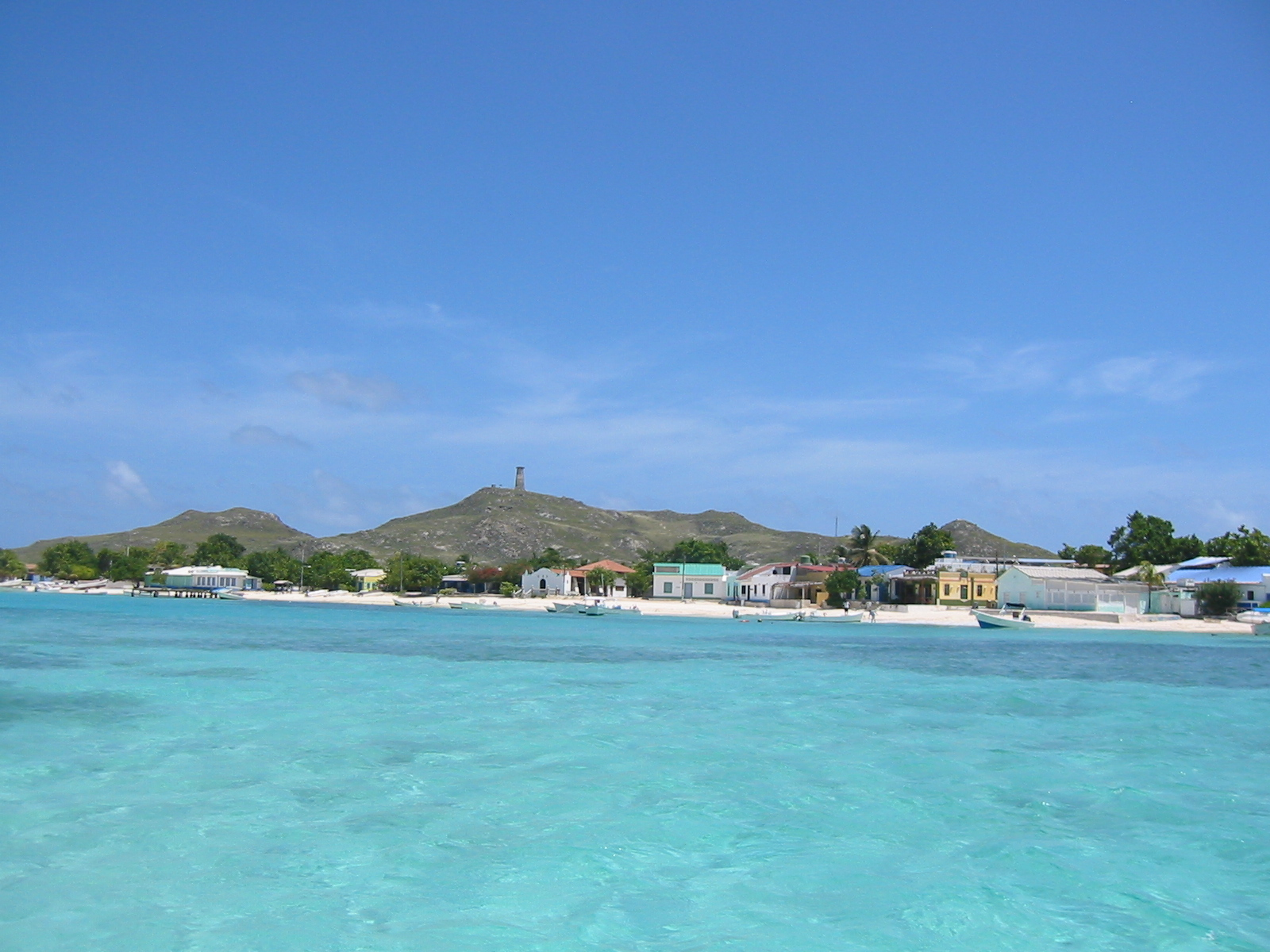
Los Roques

O Arquipélago de Los Roques é um conjunto de ilhas e cayos nas Pequenas Antilhas e pertence à Venezuela. O arquipélago tem uma superfície estimada em 40,61 km². Situado entre o arquipélago de Las Aves e a ilha La Orchila, fica a cerca de 176 km ao norte de Caracas. É um dos principais atrativos turísticos do país. Faz parte das Dependências Federais da Venezuela e é um parque nacional (Parque Nacional Arquipélago de Los Roques). Segundo estimativas para o ano 2007, contava com 1.800 habitantes, sendo a dependência federal mais povoada. Tem uma superfície aproximada de 221.120 hectares, considerando espaços marítimos e terrestres, sendo considerado o maior parque marinho da América.

## História
Acredita-se que o arquipélago aparece na cartografia dos colonizadores espanhóis a partir de 1529, sendo reclamado oficialmente por esses a partir de 1589 como parte da Província de Venezuela.
No século XVIII estabelece-se nas ilhas a Sociedade Mercantil Real Companhia Guipuzcoana e recebem denominações as primeiras ilhas do arquipélago (Gran Roque, Carenero, Cayo Sal). Nessa época começaram a chegar pescadores temporários e no século XIX começa a exploração das salinas e do guano.
Em 1871, o presidente Antonio Guzmán Blanco integra as ilhas ao chamado arquipélago Colón, divisão administrativa criada para agrupar parte dos territórios caribenhos venezuelanos.
Ao redor do ano 1886 há o registro da chegada de habitantes que vinham das ilhas próximas, das Antilhas Holandesas, Aruba e Curaçao, que deixaram como legado alguns dos nomes exóticos dados para algumas ilhas ou cayos (por exemplo Francisquí, Madrisquí, Krasquí, Selesquí). O sufixo "quí" corresponde ao termo inglês (e de outros idiomas) "key", que significa cayo.
A inicio do século XX uma epidemia de peste bubônica em La Guaira fez com que o governo venezuelano autorizasse a utilização da ilha de Gran Roque como lugar de quarentena.
A partir do ano 1910 começa a consolidar-se o povoado do Gran Roque com famílias provenientes da Ilha de Margarita, principalmente pescadores.
Em 20 de julho de 1938, as ilhas são integradas às Dependências Federais da Venezuela, e é apenas a partir de 8 de agosto de 1972 que o arquipélago é declarado parque nacional.
Para dar-lhe maior dinamismo à sua administração e fomentar o desenvolvimento sustentável das ilhas, em 2 de novembro de 1990, o decreto presidencial 1214 cria a figura da Autoridade Única de Área de Los Roques, que seguiria como parte das Dependências Federais, mas com um estatuto administrativo especial.
Em outubre de 2011, todas as ilhas do arquipélago de Los Roques são integradas ao Térritorio Insular Francisco de Miranda, uma subdivisão das Dependências Federais com a capital na Ilha de Gran Roque.

## Geografia

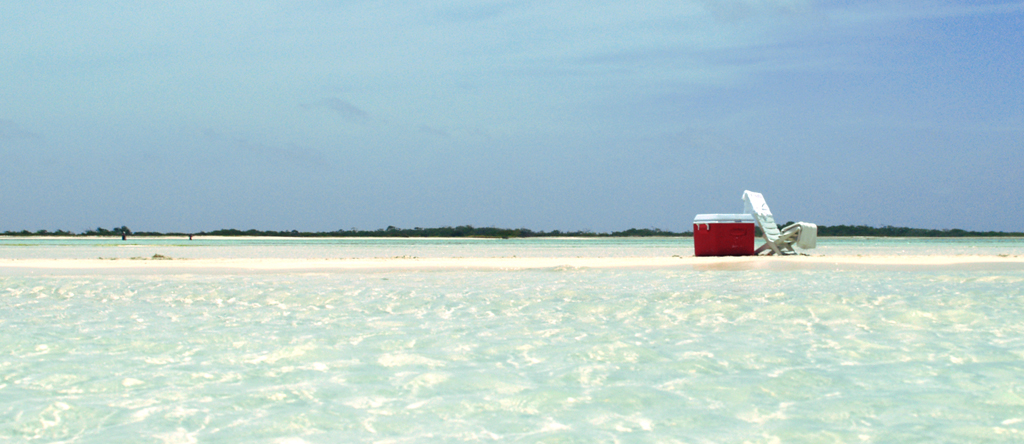
O turismo tem uma grande importância em Los Roques.

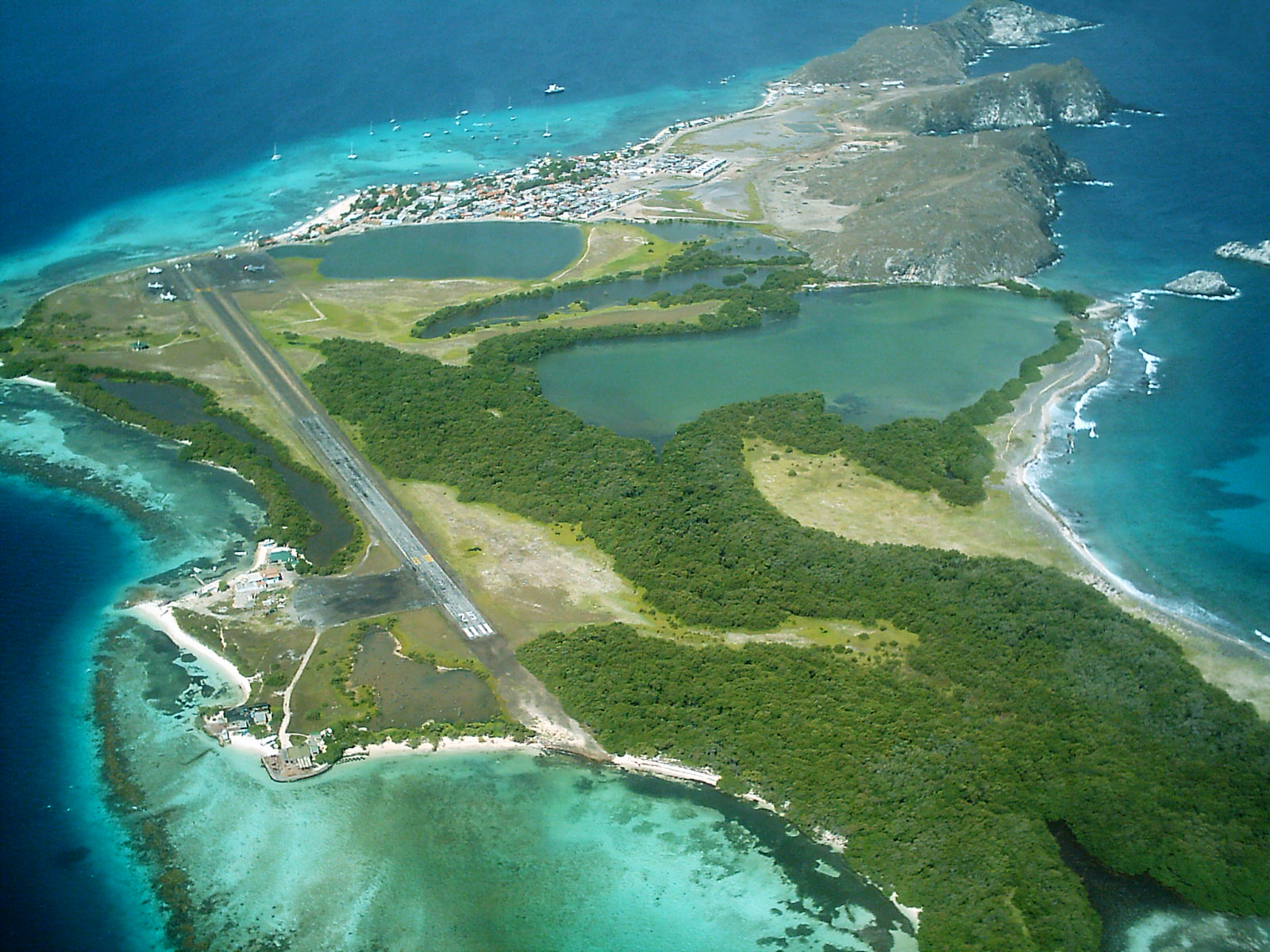
Vista aérea da ilha Gran Roque

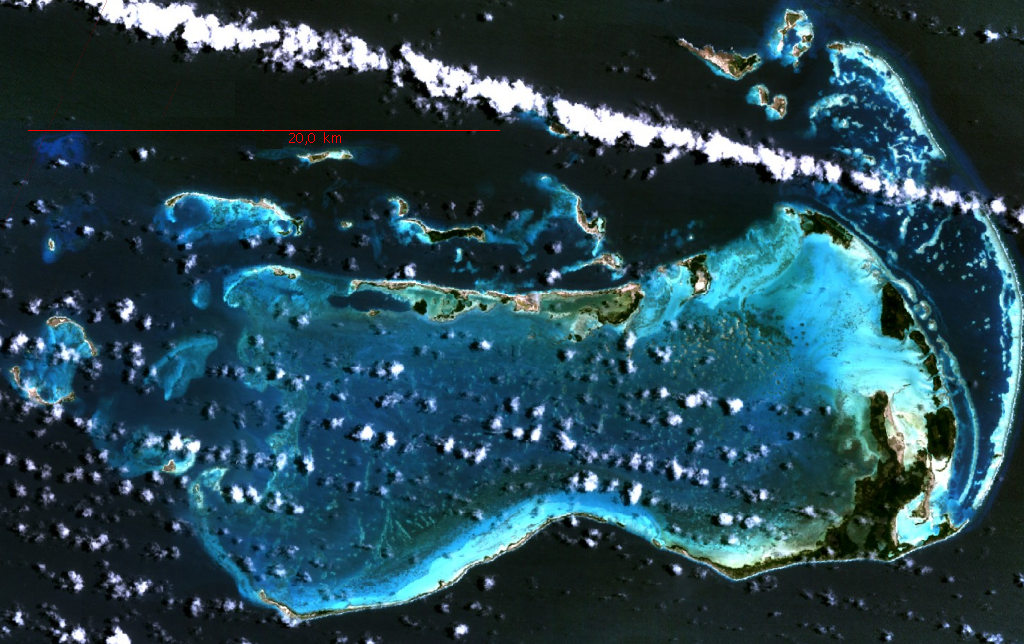
Imagem Satélite de Los Roques (NASA), no Centro da enseada acidente geográfico costeiro rodeado pelas ilhas do arquipélago.

Los Roques possui estrutura de atol, pouco frequente no Caribe, mas típica do Oceano Pacífico, com duas barreiras externas formadas por comunidades coralinas, as quais protegem o arquipélago das correntes fortes; há uma laguna interna de águas rasas e fundos arenosos. Esse parque está constituído por 40,61 km² de superfície, 1500 km² de arrecifes coralinos, 42 cayos de origem coralina que rodeiam uma laguna central de 400 km² e águas pouco profundas, 2 barreiras de arrecifes (Leste de 24 km e Sul de 32 km) e 300 bancos de areia. As ilhas e cayos vão desde uma considerável superfície, como Cayo Grande de 15,1 km² de extensão, até a Gran Roque que, apesar de ser o mais povoado, só tem 1,7 km²(170 hectares) de extensão.

### Ilhas integrantes
Os limites oficiais formam um retângulo que em sua parte central possui um acidente geográfico costeiro chamado enseada ou Baixa dos Corais, entre as ilhas e cayos mais importantes temos:
- Grupo de Ilhas e Cayos ao norte da Enseada:
  - A Gran Roque
  - Mamusquí
  - Cayo Francisquí (Arriba, Medio e Baixo)
  - Cayo Nordisquí
  - Cayo Pirata
  - Ratiquí
  - Madrisquí
  - Cayo Simea
  - Cayo Noronquí
  - Loranquises
  - Cayo Crasquí
  - Ilha Agustín
  - Loco
  - Cayo Rabusquí
  - Burquí
  - Cayo Blanca España
  - Cayo Espenquí
  - Cayo Los Canquises (Abajo, Arriba)
  - Isla Larga o Cayo Lanquí
  - Yonquí
  - Sarquí
  - Espenquí
  - Cayo Carenero.
  - Cayo Felipe.
  - Cayo Sardina
  - Purquí
  - Pelona
  - Mosquitoquí
- Grupo de Ilhas e Cayos ao leste da Enseada:
  - Cayo Cuchillo
  - Cayo La Maceta
  - Bubies (Arriba, Medio y Bajo)
  - Cayo Los Castillos
  - Cayo Ciempiés
  - Isla de Muerto
  - Buchuiyaco
- Grupo de Ilhas e Cayos ao oeste da Enseada:
  - Cayo Selesquí
  - Cayo Bequevé
  - Cayo de Agua
  - Dos Mosquises (Norte e Sul)
  - Pelona de Cayo de Agua
  - Peloncita
- Grupo de Ilhas e Cayos ao Sul da Enseada:
  - Cayo Sal
  - Cayo Nube Verde
  - Cayo Grande
- Outros:

Ratas, Francia, Sargo, La Tiñosa, Pepino de Mar, Envenenado, Mosquito, Carbón, Carbonero, Guarura, Boca Grande, Zancudo, Garrapatero, Chipí-Chipí.

### Clima

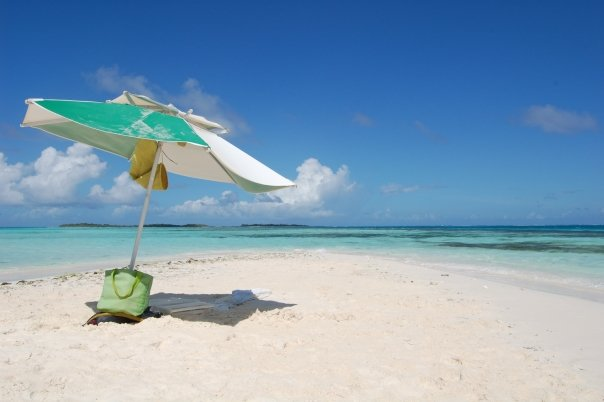
Cayo Fabián

O clima é quente e seco, com temperatura anual média de 27,3 °C, em julho e agosto, chegando ao máximo de 34º, e entre setembro e janeiro apresentam-se chuvas ocasionais, com umidade relativa de 83% anual. As precipitações são 256,6 mm/ano; mínima 6,6 mm (abril) e máxima 52,2 mm (novembro).

### Fauna

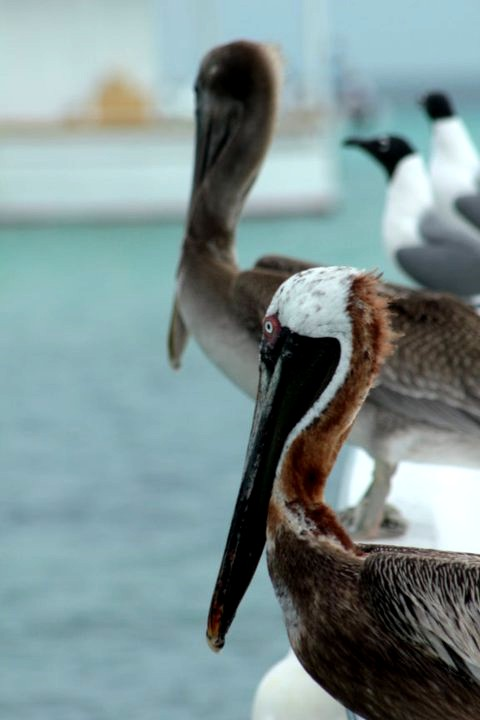
Aves em Los Roques

Devido às condições ambientais extremas e a carência de água doce, os animais terrestres não são abundantes. A lista limita-se a algumas espécies de iguanas e lagartixas, aranhas e insetos. O morcego-pescador é o único mamífero terrestre autóctone.
É na água onde a imensa riqueza se torna evidente: 280 espécies de peixes, 200 espécies de crustáceos, 140 espécies de moluscos, 61 espécies de corais, 60 espécies de esponjas e 45 espécies de ouriços e estrelas do mar. Abundam os delfins, baleias, jamantas e tartarugas.
Os animais mais representativos são a tartaruga verde (Chelonia mydas), o botuto o caracol reina rosado (Strombus gigas), a lagosta espinhosa (Panulirus argus), peixes típicos dos arrecifes de coral e 92 espécies de aves. Los Roques é o ponto de encontro de cerca de 50 espécies de aves migratórias da América do Norte. Entre as aves mais frequentes estão o pelicano pardo (Pelecanus occidentalis), duas espécies de pássaro bobo, ou de patas coloridas (Sula sula) e o pesqueiro café (Sula leucogaster) e a gaivota guanaguanare (Larus atricilla). Também há algumas colônias de flamingos (Phoenicopterus ruber).
No arquipélago aninham regularmente quatro tipos de tartarugas que estão na lista de espécies ameaçadas a nível mundial: tartaruga cabeçuda ou caguama (Caretta caretta), tartaruga verde ou branca (Chelonia mydas), Tartaruga-de-couro ou cordão (Dermochelys coriacea) e tartaruga carei (Eretmochelys imbricata).

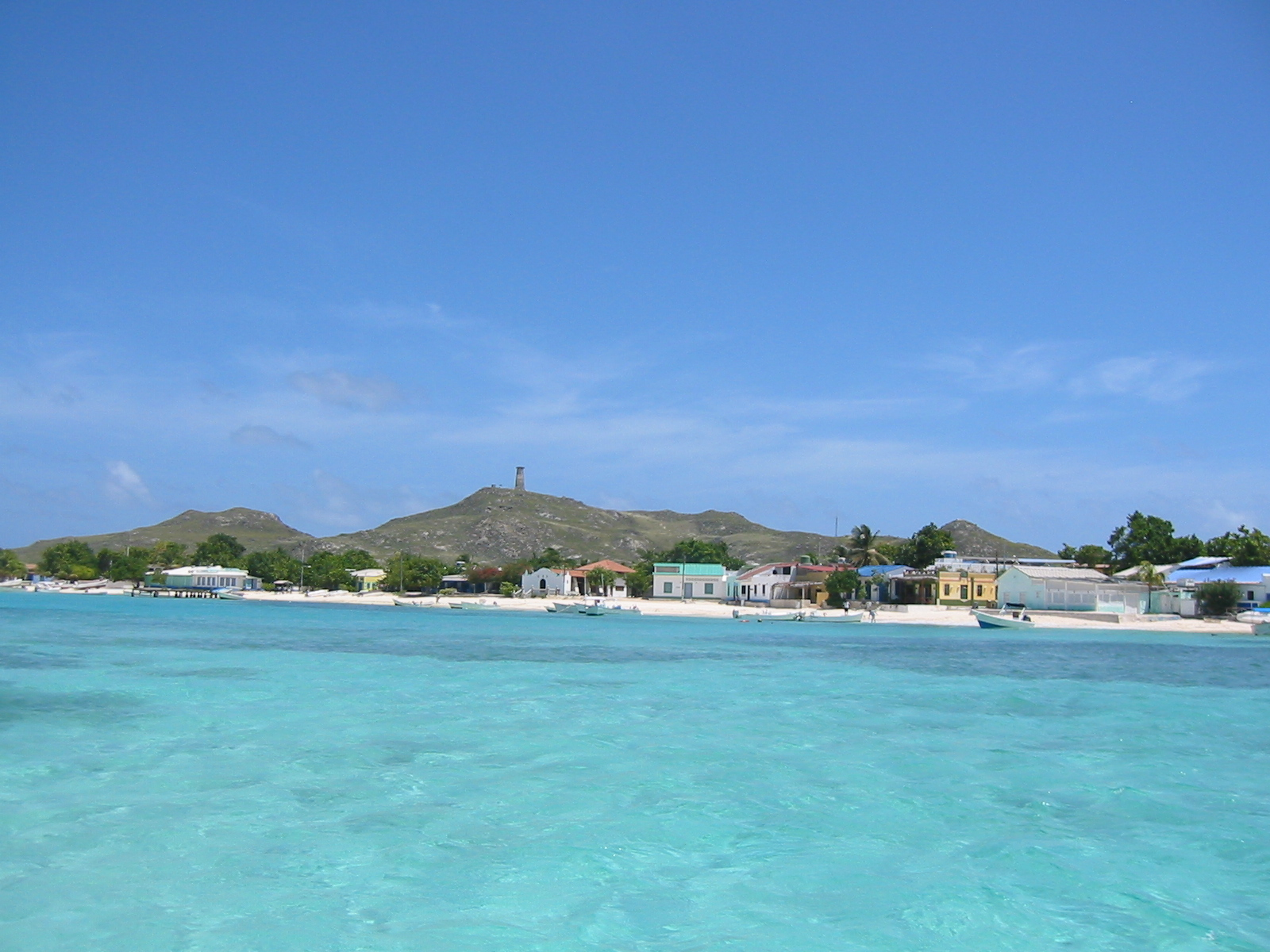
Ilha Gran Roque

### Flora
Várias espécies de mangue (Rhizophora mangle, Avicennia germinans, Laguncularia racemosa e Conocarpus erectus), extensas pradarias de fanerógamas marinhas (Thalassia testudinum), espécies halófitas como erva de vidro, verdolaga vermelha ou campanela de praia (Sesuvium portulacastrum), cactos como a tuna guasábara (Opuntia caribea) e ou papo ou melão (Melocactus caesius).

## Política e Governo
O arquipélago de Los Roques é uma Dependência Federal desde 1938, declarado Parque Nacional em 1972 que não possui nem governador, nem prefeito, seu lugar está preenchido por uma Autoridade Única de área segundo o Decreto Nº 1.214 de 2 de novembro de 1990, integrado nas Dependências Federais, que são administradas diretamente pelo Executivo Nacional.

### Autoridade Única de Área
A Autoridade Única de Área tem sua sede na ilha de Gran Roque (Art.1 del Decreto Nº 1.214):

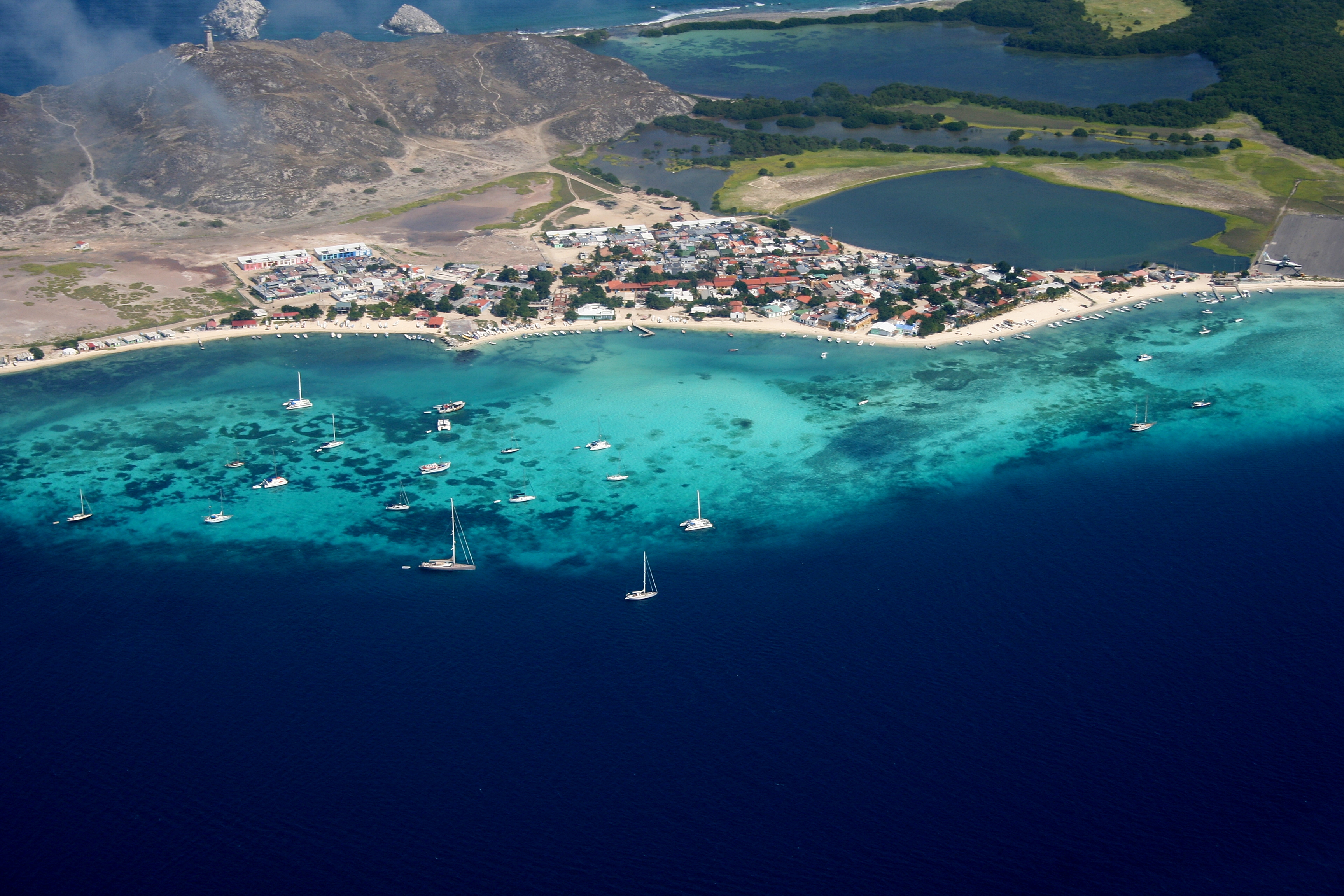
Vista da Vila de Gran Roque

Está formada por um Diretor Geral da A.U.A. (Autoridade Única de Área) que deve residir no arquipélago e um Conselho diretor ambos nomeados por decreto pelo presidente da República:
Artículo 5. - O Diretor será designado pelo Presidente da República através da Resolução do Ministro do Ambiente e os Recursos Naturais Renováveis e deverá estabelecer sua residência dentro do âmbito territorial do Parque Nacional Arquipélago de Los Roques.
Desde 1990 o presidente da república nomeia os diretores gerais da Autoridade Única de Área de Los Roques, os últimos a exercer esse cargo foram:
| Período   | Diretor General da Autoridade Única de Área | Comentários                                                                   |
| --------- | ------------------------------------------- | ----------------------------------------------------------------------------- |
| 2002      | Eng. Ricardo Petit Arrieta                  | Designado pelo Presidente de Venezuela mediante Gazeta Oficial                |
| 2003      | Arq. Marcos Luis Cardozo Uzcátegui          | Designado pelo Presidente de Venezuela mediante Gazeta Oficial                |
| 2003-2004 | Lic. Carlos Dávila González                 | Designado pelo Presidente de Venezuela mediante a Gazeta Oficial Nro. 37.792. |
| 2005-2009 | Lic. Anselmo Pastor Rodríguez Pérez         | Designado pelo Presidente de Venezuela mediante a Gazeta Oficial Nro. 38.134. |
| 2009-     | Lic. Nelson Alfonzo Sira Sánchez            | Designado pelo Presidente de Venezuela mediante a Gazeta Oficial Nro. 39.295. |

## Vila de Gran Roque

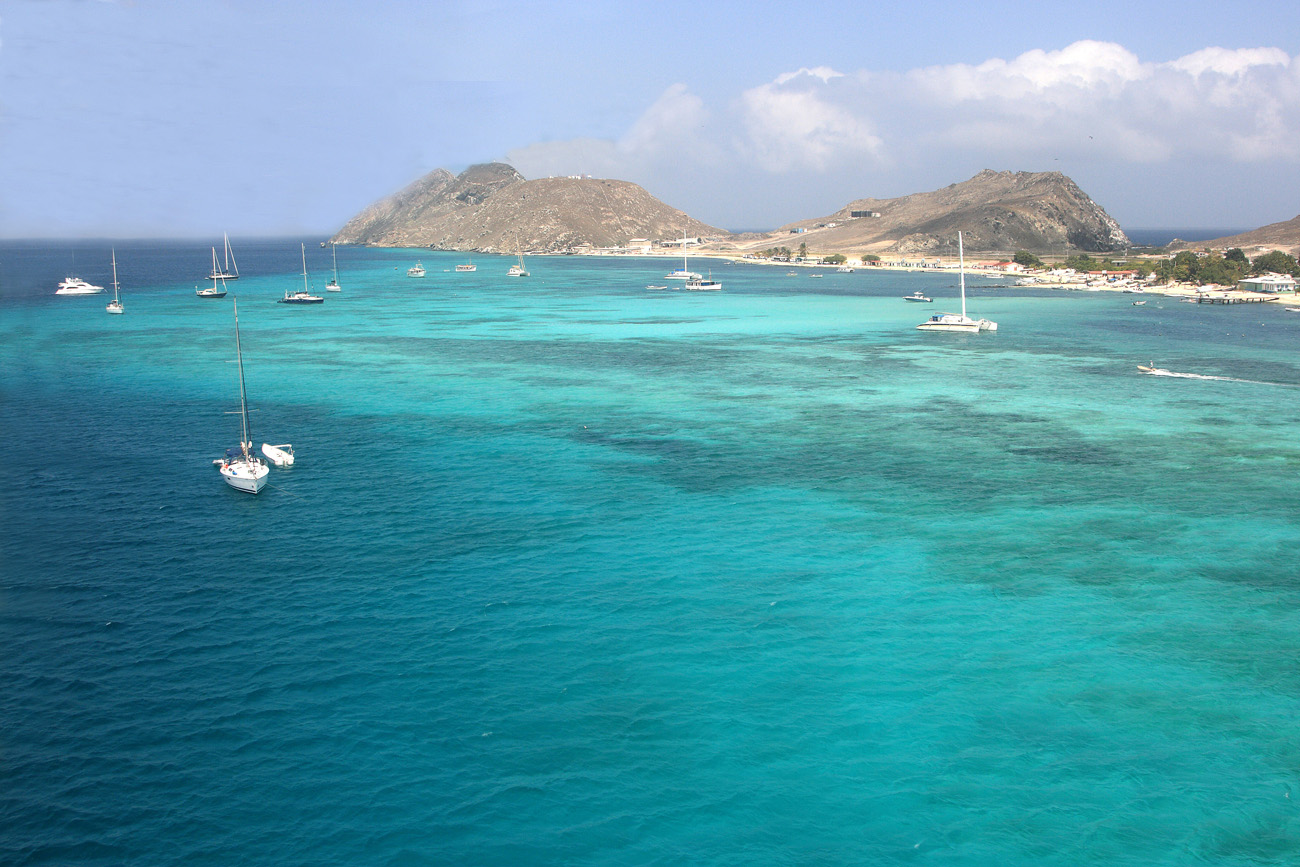
Gran Roque

A vila de Gran Roque é a principal localidade do arquipélago. Trata-se de um pequeno povoado com ruas de areia (as principais são a Rua Maráo, Rua Tortuga, Rua Cojinúa e Rua Chucho) e é a sede a autoridade única, além disso, um posto de Inparques, um comissariado, um posto da Guarda Nacional de Venezuela, um pequeno estádio, escola primária e uma igreja católica, um Comando de Guarda-Costa da Armada da Venezuela, a Superintendência do Instituto Nacional de Parques, e outros organismos públicos.
O aeroporto está localizado a borda do mar, a escassos metros da praia e está separado da vila por uma laguna localizada ao leste e norte  do povoado.

## Turismo
As atividades turísticas têm tido um auge durante os últimos anos, estimuladas por suas praias de areias brancas, navegação recreacional em diversos tipos de embarcações como caiaque, veleiro, bote de remo e catamarã (em todo o parque impõe-se o limite de 80 pés de comprimento); windsurf, mergulho ou submarinismo sem tanques de oxigênio, pesca esportiva com caniço, observação de aves e excursões a pé. InParques, o organismo estatal encarregado do cuidado e manejo dos parque nacionais de Venezuela, tem designados vários lugares para acampar.
Outros atrativos turísticos são a festa da Virgem do Vale, anualmente na segunda semana de setembro, e o Festival da Lagosta em novembro, quando começa a temporada de pesca.

## Demografia
A população de Los Roques concentra-se basicamente na ilha de Gran Roque e em menor medida em seus cayos adjacentes. Em 1941, estimou-se em cerca de 484 pessoas, já em 1950 eram 559, e em 1987 663 habitantes fixos. Segundo o censo venezuelano de 2001 contabilizaram-se 1.209 habitantes, para 2008 estima-se que o número de seus habitantes será de 1.800.
Seu crescimento vê-se limitado devido às restrições resultantes da criação do parque nacional nos anos 1970.
A maioria da população é de origem margaritense, de pessoas que chegaram às ilhas principalmente para dedicar-se à pesca desde princípios do século XX, além da presença de pequenos grupos de estrangeiros (sobretudo italianos).

## Transporte
Pode-se chegar as ilhas desde terra firme venezuelana, basicamente usando 2 meios: por via aérea com vôos operados por (Aerotuy, Transaven, Avior, entre outras) que saem desde Maiquetía, Porlamar e Valencia (e de outros aeroportos venezuelanos usando aviões) que aterrissam no único aeródromo disponível (Aeroporto de Los Roques) e por via marítima, em um cruzeiro que passa pelas ilhas de La Guaira (Ola Cruises), em ambos casos tem-se que chegar primeiro a Gran Roque e dali tomar barcas para as outras ilhas e cayos.